# Olof Kajbjer
Olof Kajbjer „olofmeister” Gustafsson (* 31. ledna 1992, Stockholm, Švédsko) je švédský profesionální hráč herní série Counter-Strike, konkrétně dílu Counter-Strike: Global Offensive.

## Život
V mládí se věnoval fotbalu, hrál v tamějším klubu a dění kolem fotbalu sledoval. V 15 letech si poranil koleno a s fotbalem na rok přestal. Jelikož byl svým zraněním velmi omezován, trávil svůj volný čas především hraním videoher. V tu dobu se také poprvé setkal s hrou Counter-Strike, v niž se propracoval až na profesionální scénu. V té době si ho všimlo několik lepších týmů. Před nástupem do současného týmu Faze Clan, prošel týmy jako jsou například: TEAMGLOBAL, LGB eSport, fnatic či H2K. Olof patří mezi světovou špičkou a dokonce byl některými žebříčky označován jako vůbec nejlepším hráčem CS:GO.

## Kariéra
Většiny svých úspěchů dosáhl v týmu fnatic, kde v letech 2014 – 2017 se svým týmem patřil mezi světovou špičku. V srpnu 2017 přestoupil do týmu FaZe Clan. Olofmeister patří mezi nejúspěšnější hráče série Counter-Strike všech dob, vyhrál dva CS:GO Major turnaje a několikrát se stal MVP (nejužitečnejším hráčem turnaje).